# Мартинтон (Илиноис)
Мартинтон (енгл. Martinton) град је у америчкој савезној држави Илиноис.

## Демографија
По попису из 2010. године број становника је 381, што је 6 (1,6%) становника више него 2000. године.
| Група             | 2000.       | 2010.       |
| Белци             | 363 (96,8%) | 366 (96,1%) |
| Афроамериканци    | 6 (1,6%)    | 0 (0,0%)    |
| Азијати           | 1 (0,3%)    | 2 (0,5%)    |
| Хиспаноамериканци | 3 (0,8%)    | 10 (2,6%)   |
| Укупно            | 375         | 381         |